# Алі аль-Мансур бін Салах-ад-Дін
Алі аль-Мансур бін Салах-ад-Дін (араб. أحمد بن يحيى المرتضى; 1373–1436) — імам Зейдитської держави у Ємені.
Помер 1436 року від чуми.